# Rhynchostegiella divaricatifolia
Rhynchostegiella divaricatifolia är en bladmossart som beskrevs av Brotherus 1909. Rhynchostegiella divaricatifolia ingår i släktet nålmossor, och familjen Brachytheciaceae. Inga underarter finns listade i Catalogue of Life.